# Kozo Kawashima
Kozo Kawashima (japanisch 川島 弘三 Kawashima Kōzō; * 26. September 1926 in Otaru) ist ein japanischer Skispringer und Olympiateilnehmer von 1952.

## Werdegang
Er wurde in die japanische Mannschaft für die Olympischen Winterspiele 1952 in Oslo aufgenommen. Im Skisprungwettbewerb belegte er nach Sprüngen von 59,5 und 56 Metern den 42. Platz, und von allen gewerteten Teilnehmern schnitt nur ein Teilnehmer, der Franzose Henri Thiollière, schlechter ab. In der ersten Runde erlitt Kawashima einen Sturz und erhielt eine der niedrigsten Stilnoten aller Sprünge in diesem Wettbewerb (nur Thiollière erhielt, ebenfalls bei seinem ersten Versuch, schlechtere Noten als Kawashima). Einige Tage nach dem Olympiastart in derselben Stadt trat er beim Skifestival am Holmenkollen auf, belegte jedoch mit Abstand den 75. Platz.

## Olympische Winterspiele

### Einzel
| 1952 Oslo | – | 42. Platz |